# Tobias Barreto

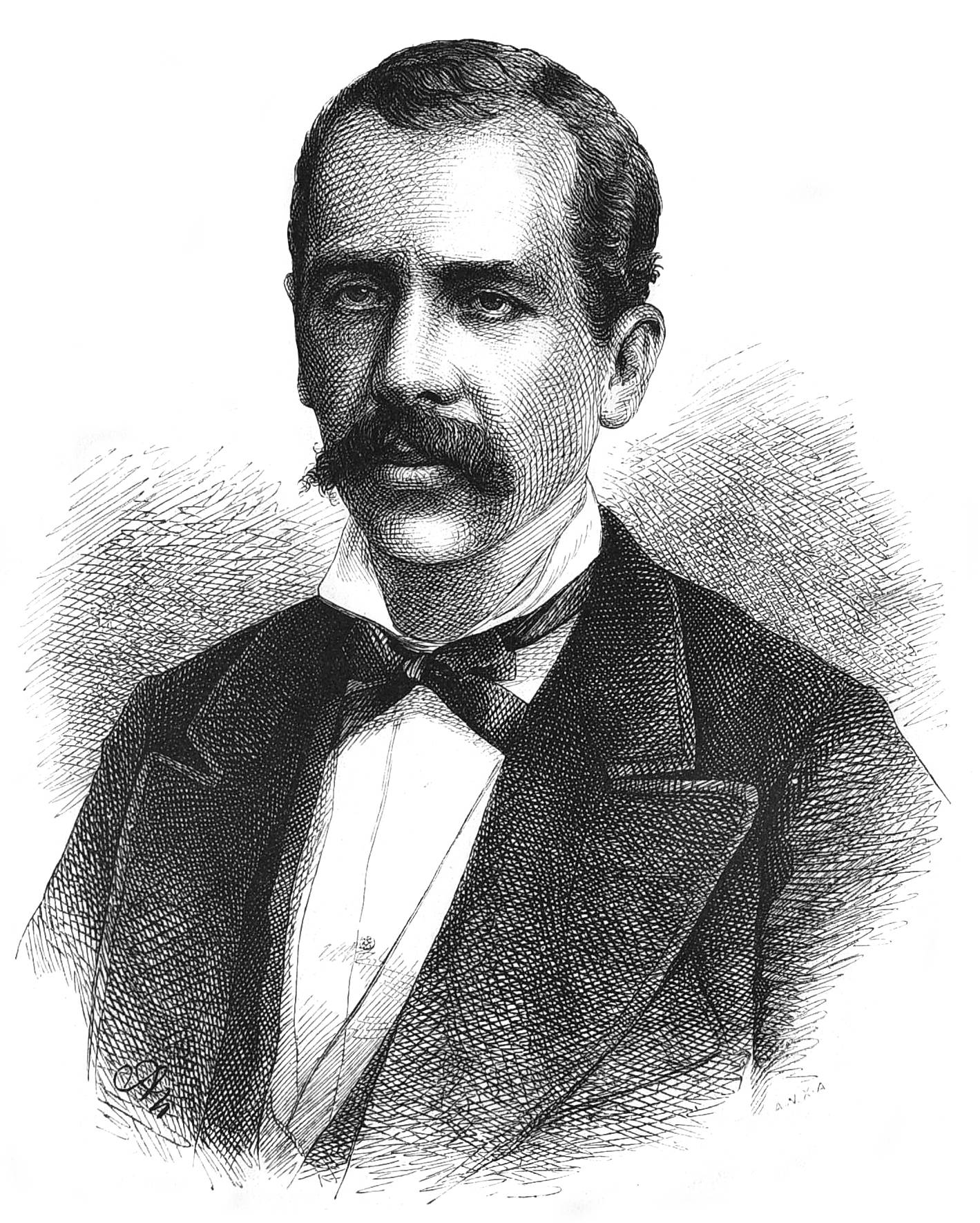
Tobias Barreto

Tobias Barreto de Meneses (* 7. Juni 1839 in Vila de Campos do Rio Real (Sergipe); † 26. Juni 1889 in Recife) war ein brasilianischer Philosoph, Dichter, Literaturkritiker, Verleger, Rechtsanwalt und Professor für Rechtswissenschaft an der Rechtsfakultät in Recife (Brasilien).

## Leben und Werk
Barreto wurde nach ausgedehnten Studien und publizistischen Aktivitäten Mitbegründer der Escola do Recife, einer philosophischen Bewegung, die sich dem europäischen Monismus und Evolutionismus (so wie er von Ernst Haeckel propagiert wurde) anschloss. Als Kritiker der in Literatur, Philosophie und Rechtstheorie dominierenden französischen Autoren rationalistisch-positivistischer Prägung lernte er 1870 autodidaktisch Deutsch und begründete die Bewegung des brasilianischen Germanismo, der Orientierung an der deutschen Kultur. Beeinflusst wurde er durch den Philosophen des Unbewusst-Irrationalen Eduard von Hartmann und den Kritiker der Begriffsjurisprudenz Rudolf von Jhering, später auch durch Kant. Er publizierte auch in deutscher Sprache in der von ihm in Pernambuco herausgegebenen Zeitung Deutscher Kämpfer. Ebenfalls begründete er mit seinem literarischen Werk die Strömung des Condoreirismo, die sich in Abkehr von der Romantik den sozialen Probleme des Landes zuwandte.

### Kampf gegen die Sklaverei
Tobias Barreto betrachte als einer der Ersten seines Landes auch Sklaven als Träger von Rechten (Rechtssubjekte) und setzte sich mit seiner liberal-radikalen Denkweise für die Befreiung der Sklaven ein, was die Konservativen in der Provinz Sergipe bald gegen ihn aufbrachte. Der Einsatz von Sklaven auf den Zuckerrohr- und Baumwollplantagen war damals in Brasilien noch weit verbreitet und wurde erst 1888 mit dem „Goldenen Gesetz“ (Lei Áurea) abgeschafft. Brasilien war damit das letzte Land auf dem amerikanischen Kontinent und eine der letzten Nationen der Welt, die diesen Schritt vollzogen. Mit seinen modernen juristischen Positionen und als Sklaven- und Minderheitenverteidiger schuf er sich alsbald so viele Feinde, dass er sich gezwungen sah, 1881 seinen Wohnort Escada zu verlassen.

### Kampf für Frauenrechte
Barreto wurde als uneheliches Kind eines Notars geboren und wuchs daher bei seiner Mutter und seiner Großmutter auf, „was damals in der konservativen und katholisch geprägten Gesellschaft des ländlichen Brasiliens keine Selbstverständlichkeit war.“ Diese weibliche Prägung und Sozialisation ließ ihn zu einem frühen Feministen und ersten Frauenrechtler Brasiliens avancieren. Als Regionalpolitiker setzte er sich für das Recht der Frauen auf eine Hochschulausbildung ein, indem er sich auf berühmte Frauenbeispiele in Europa berief. Er wollte damit der Abhängigkeit von Frauen von ihren Männern begegnen, in der er das Fundament der katholisch-patriarchalischen Gesellschaft Brasiliens sah. Während seine Gegner mit der These der angeblichen Inferiorität des weiblichen Geschlechts argumentierten, kämpfte Barreto für die Vergabe von Ausbildungsstipendien an Frauen, die ihre Ausbildung im Ausland machen wollten. Umgesetzt wurde sein Vorhaben zwar nicht, weil er aufgrund seiner radikalen Ansichten als Regionalabgeordneter nicht wiedergewählt wurde, dennoch bereitete er damit den Boden für spätere Bemühungen und Erfolge in Bezug auf die Rechte der Frauen in Brasilien.

### Kampf für ein Urheberrecht in Brasilien
Der Ausdruck „direito autoral“ („Urheberrecht“) wurde in der brasilianischen Rechtsdebatte zum ersten Mal von Tobias Barreto verwendet. Im Rahmen seiner Bewerbung an der Rechtsfakultät 1881–1882 sprach er sich schon für ein Urheberrecht als Teil des Personenrechts aus, erhielt damit aber keine Beachtung, weshalb er sich genötigt sah, einen Artikel zu dem Thema zu veröffentlichen. Er berief sich dabei die deutschen Rechtsgelehrten Rudolf von Jhering, Josef Kohler, Heinrich Dernburg sowie auf den Schweizer Strafrechtler Johann Caspar Bluntschli.
Er befand das französische Konzept der „propriété littéraire“, das bis dato in der brasilianischen Rechtsprechung Gebrauch fand, als unzureichend und führte das Urheberrecht erstmals in der brasilianischen Rechtsgeschichte wie in der deutschsprachigen Debatte als einen Teil des Privat- und Personenrechts ein. Er erweiterte damit die „propriété littéraire“, die zuvor als reines Verleger-Recht Anwendung fand, um die Rechte der Autoren. Mit dieser fortschrittlichen Sichtweise nahm er die neuesten juristischen Erkenntnisse Josef Kohlers auf. Mit seiner Schrift „O que se deve entender por direito autoral“ (1883) fand Barreto zwar nun mehr Gehör, der Begriff „direito autoral“ („Urheberrecht“) wurde jedoch erst 1898, das heißt nach Barretos Tod, in der brasilianischen Rechtsprechung aufgenommen. Wie Clóvis Beviláqua, der Verfasser des ersten brasilianischen Zivilgesetzbuches, herausarbeitete, fand Barreto in diesem Zusammenhang gar keine Erwähnung, obwohl diese bahnbrechende Neuerung dessen Verdienst war.

### Kampf um die Professur
1881 bewarb sich Barreto auf eine Professur an der Rechtsfakultät in Recife. Das öffentliche Examen wurde zu einem legendären Ereignis, einem Kampf alter Ideen gegen neue, wobei Barreto für ein neues Denken in Brasilien stand und die jungen Studierenden auf seiner Seite waren. „Barreto sah sich selbst als Kämpfer auf dem Schlachtfeld der Ideen.“ Der Rechtshistoriker Venancio Filho teilt die Geschichte der Rechtsfakultät in Recife in eine Zeit „vor“ und „nach“ Tobias Barreto ein. Die Prüfungskommission wollte ihn zunächst nicht aufnehmen, obwohl er die Prüfungen als Bester absolvierte. Erst nach der Intervention des Kaisers erhielt er zunächst eine außerordentliche Professur.
Nach seinem Umzug nach Recife betätigte Barreto sich weiter als Gesellschaftskritiker in den Bereichen Politik, Religion, Literatur, Kunst und Geisteswissenschaften und zitierte viele aktuelle deutsche Schriften. Seine Debatten erhielten große Aufmerksamkeit in der Öffentlichkeit und verfestigten seinen Ruf als freier Denker mit antikatholischer und antimonarchistischer Haltung. Dem Neothomismus der katholischen Kirche setzte er Haeckel und Darwin entgegen und verband seine Ansichten mit einem „materialistischen Monismus.“ Aufgrund seiner radikal modernen Auffassungen und seiner Streithaftigkeit erhielt er den Titel eines ordentlichen Professors jedoch erst kurz vor seinem Tod, als er schon sehr geschwächt war und die Fakultät kaum noch aufsuchen konnte.

### Rezeption deutschsprachiger Autoren
Barreto war nicht nur ein scharfer Kritiker, er wollte vor allem aufklären und die brasilianischen Rechtswissenschaften methodisch und inhaltlich reformieren. Haeckels monistische Weltanschauung wurde zu einem wesentlichen Bestandteil seiner Rechtsauffassung, die er mit Jherings rechtssoziologischen Ansätzen zusammenbrachte. Obwohl er als wichtigster Fürsprecher deutschen Gedankenguts im 19. Jahrhundert galt und zentrale Ideen deutscher Wissenschaftler und Schriftsteller in das bis dahin überwiegend französisch geprägte Brasilien einführte, übernahm er diese jedoch nicht einfach, sondern entwickelte sie weiter oder interpretierte sie auf seine eigene Weise. So wandte er sich gegen den Anspruch der Soziologie die Theorien Darwins und Haeckels auf die Gesellschaftstheorie zu übertragen und sprach sich vor allem in seinem Spätwerk von 1887 gegen jeglichen Determinismus aus, sei er nun rassisch oder geschlechtsbestimmt (in der Gynäkratie sah er den höchsten Gewinn der Kultur über die Natur). Als Schwarzer war er hierfür sensibilisiert und geprägt von seinen frühen Lektüren deutschsprachiger jüdischer bzw. liberaler Schriftsteller und Intellektuellen, wie Berthold Auerbach oder Georg Heinrich Ewald.
Seine fortschrittliche Meinung über die Ehe und über die Rolle der Frauen in der Gesellschaft ist Resultat seiner Rezeption deutschsprachiger Frauenrechtlerinnen, Schriftstellerinnen und Intellektuellen, wie Marianne Hainisch, Augusta von Litrow, Johanna Leitenberger, Josephine von Wertheimstein oder Hedwig Dohm. Er zitierte in der brasilianischen Provinz sogar die Gründerin des Berliner Lette-Vereins für Frauenbildung, Jenny Hirsch, von der er Kenntnis über die Zeitschrift „Frauenanwalt“ hatte und stellte sich auf die Seite der fortschrittlichen und liberalen Pädagogen seiner Zeit, wie etwa Johann Heinrich Pestalozzi, Friedrich Wilhelm August Fröbel und Adolph Diesterweg.
Wie sein Freund und Mitstreiter Sílvio Romero betrachtete Barreto die „deutsche Wissenschaft“ Haeckels und Jherings „als Modell gegen die scholastische Metaphysik und die reine Exegese der römischen Quellen, die immer noch die Rechtsausbildung und die Wissenschaftskultur in Brasilien dominierten.“ Barreto wandte sich damit gegen die vorherrschende Auffassung, dass das Recht eine himmlische Schöpfung sei und betrachtete es stattdessen als ein Produkt menschlicher Kultur und dem Evolutionsprozess unterworfen. Während Romero jedoch dem französischen Positivismus der brasilianischen Eliten verhaftet blieb, nicht zuletzt, weil er im Gegensatz zu Barreto deutsche Quellen nicht im Original lesen konnte, wurde Barreto in der zweiten Hälfte des 19. Jahrhunderts zu einer zentralen Vermittlerfigur für Ideen und Ansätze deutschsprachiger Intellektueller. Autoren wie Jhering und Haeckel erfuhren allerdings eine liberal-radikale Rezeption ihrer Ideen und wurden von Barreto im Kampf gegen Katholizismus, Antisemitismus und Monarchie benutzt, erfuhren bei ihm also eine zum Teil gänzlich andere Rezeption als in Deutschland.

## Ehrungen
Tobias Barreto wurde von dem Mitgründer der Academia Brasileira de Letras, Graça Aranha, als Namenspatron des Stuhls (cadeira) Nr. 38 ausgewählt. Nach ihm wurde 1944 die Stadt Cidade de Campos do Rio Real (zuvor 1835 bis 1909 Vila de Campos do Rio Real) in Tobias Barreto umbenannt sowie das Teatro Tobias Barreto in Aracaju benannt, beide im Bundesstaat Sergipe gelegen.

## Werke
- Estudos Alemães. Typographia Central, Recife 1883.
- Ensaios e Estudos de Philosophia e Critica. 2., korr. u. erw. Auflage. José Nogueira de Souza, Pernambuco 1889.
- Crítica de literatura e arte, hg. von Paulo Mercadante, Record, Rio de Janeiro 1990.
- Crítica política e social, hg. von Luiz Antonio Barreto, Record, Rio de Janeiro 1990.